# Powiat pabianicki
Powiat pabianicki – powiat w Polsce (województwo łódzkie), utworzony w 1999 roku w ramach reformy administracyjnej. Siedzibą powiatu jest miasto Pabianice.

## Geografia

### Położenie i obszar
Powiat pabianicki ma obszar 492,21 km², w tym:
- grunty rolne 63,08%
- grunty leśne 26,83%
- grunty zabudowane i zurbanizowane 9,5%
- grunty pod wodami 0,41%
- pozostałe 0,18%[3]

Powiat stanowi 2,7% powierzchni województwa łódzkiego.

### Ochrona środowiska
Na terenie powiatu jest 57 pomników przyrody, w tym kilka alei. Łącznie jest to 259 drzew znajdujących się pod ochroną. Są to m.in. 43 daglezje zielone w lesie rydzyńskim, wiąz szypułkowy przy młynie wodnym w Ldzaniu oraz duże lipy i klony w parku w Puczniewie.

### Podział administracyjny
W skład powiatu wchodzą:
- gminy miejskie: Konstantynów Łódzki, Pabianice
- gminy miejsko-wiejskie: Lutomiersk
- gminy wiejskie: Dłutów, Dobroń, Ksawerów, Pabianice
- miasta: Konstantynów Łódzki, Lutomiersk, Pabianice

| lp.   | Herb | Gmina               | siedziba   | powierzchnia (km²) | ludność | gęstość zaludnienia (osób/km²) |
| ----- | ---- | ------------------- | ---------- | ------------------ | ------- | ------------------------------ |
| 1     |      | Dłutów              | Dłutów     | 101,22             | 4988    | 49,3                           |
| 2     |      | Dobroń              | Dobroń     | 95,49              | 8123    | 85,1                           |
| 3     |      | Ksawerów            | Ksawerów   | 13,64              | 7656    | 561,3                          |
| 4     |      | Lutomiersk          | Lutomiersk | 133,93             | 9623    | 71,8                           |
| 5     |      | Pabianice           | Pabianice  | 87,69              | 9128    | 104,1                          |
| 6     |      | Konstantynów Łódzki |            | 27,25              | 19276   | 707,4                          |
| 7     |      | Pabianice           |            | 32,99              | 59910   | 1816                           |
| Razem | –    | 7                   | 5          | 492,21             | 118704  | 241,2                          |

Powiat pabianicki graniczy z miastem Łódź oraz z sześcioma powiatami województwa łódzkiego: zgierskim, łódzkim wschodnim, piotrkowskim, bełchatowskim, łaskim i poddębickim.

## Demografia
Liczba ludności (dane z 31 grudnia 2024):
|        | Ogółem  | Ogółem | Kobiety | Kobiety | Mężczyźni | Mężczyźni |
| osób   | %       | osób   | %       | osób    | %         |           |
| ------ | ------- | ------ | ------- | ------- | --------- | --------- |
| Ogółem | 118 704 | 100    | 62 653  | 52,78   | 56 051    | 47,22     |
| Miasto | 80 752  | 68,03  | 43 304  | 36,48   | 37 448    | 31,55     |
| Wieś   | 37 952  | 31,97  | 19 349  | 16,30   | 18 603    | 15,67     |

▶Wieś vs ▶miasto
Ogółem (▶k, ▶m)
Miasto (▶k, ▶m)
Wieś (▶k, ▶m)
- Piramida wieku mieszkańców powiatu pabianickiego

## Starostowie pabianiccy
Na podstawie źródła:
- Jacek Grzegorz Gryzel (12 listopada 1998 – 25 maja 2000)
- Grzegorz Janczak (30 maja 2000 – 4 grudnia 2006)
- Krzysztof Habura (4 grudnia 2006 – 31 października 2023)
- Jacek Wróblewski (31 października 2023 – 6 maja 2024)
- Arkadiusz Jaksa (6 maja 2024 – nadal)